# Cebaara
Das Cebaara (auch Tyebala genannt) ist ein Cluster von Sprachen, die Senari genannt werden und ist eine der wichtigsten Senufo-Sprachen.
Cebaara wird von knapp einer Million Personen in der Elfenbeinküste gesprochen und ist damit die am meisten gesprochene Senufo-Sprache. Allerdings sprechen immer mehr von ihnen Französisch, die einzige Amts- und Unterrichtssprache der Elfenbeinküste. 